# Munda recedentis
Munda recedentis är en insektsart som beskrevs av Andrej Vasiljevitj Gorochov 2008. Munda recedentis ingår i släktet Munda och familjen syrsor. Inga underarter finns listade i Catalogue of Life.